# Marcos Coelho Neto
Marcos Coelho Neto jr. (Villa Rica nu: Vila Rica do Ouro Preto, Minas Gerais, Brazilië, ca. 1763 – aldaar, 23 oktober 1823) was een Braziliaans componist.

## Levensloop
Hij kwam uit een muzikale familie en behoort tot de belangrijkste componisten van de Portugees-Braziliaanse koloniale tijd. Coelho Neto werkte als hoornist, trompettist en componist in zijn geboortestad en was lid van de broederschap São José dos Homens Pardos (São José was de kerk van de mulatten). Hij componeerde een aantal kerkmuziekwerken, waarvan de Hymne Maria mater gratiæ tot vandaag nog in Brazilië gezongen werd. Jammer is dat er weinig werken tot nu behouden gebleven zijn. 
Gedeeltelijk is de indeling van de werken van Coelho Neto niet klaar, omdat ook zijn vader, de ook als Marcos Coelho Neto, Paí (Villa Rica ca. 1740 – aldaar, 21 augustus 1806) levende hoornist en trompettist ook als componist werkte, zodat bij de documentatie van de componist meestal niet meer bekend is wie van beiden de auteur is.

## Composities

### Missen en gewijde muziek
- 1787 Himno à 4 "Maria mater gratiæ", voor solisten, gemengd koor en orkest
- 1799 Responsórios de Santo Antônio
- Domine Hyssopo, antifoon
- Ladainha em Dó
- Ladainha em Ré
- Ladainha em Fá
- Responsórios de Santo Antônio
- Responsórios Fúnebres
- Salve Regina, antifoon